# Дельен, Никола
Никола́ Делье́н (фр. Nicolas Deliens; XVI век) — французский картограф.

## Биография
О биографии Никола Дельена ничего не известно, за исключением того, что он жил в середине XVI века и работал картографом в городе Дьепе, Нормандия.

## Карты

Факсимиле карты мира Дельена 1541 года

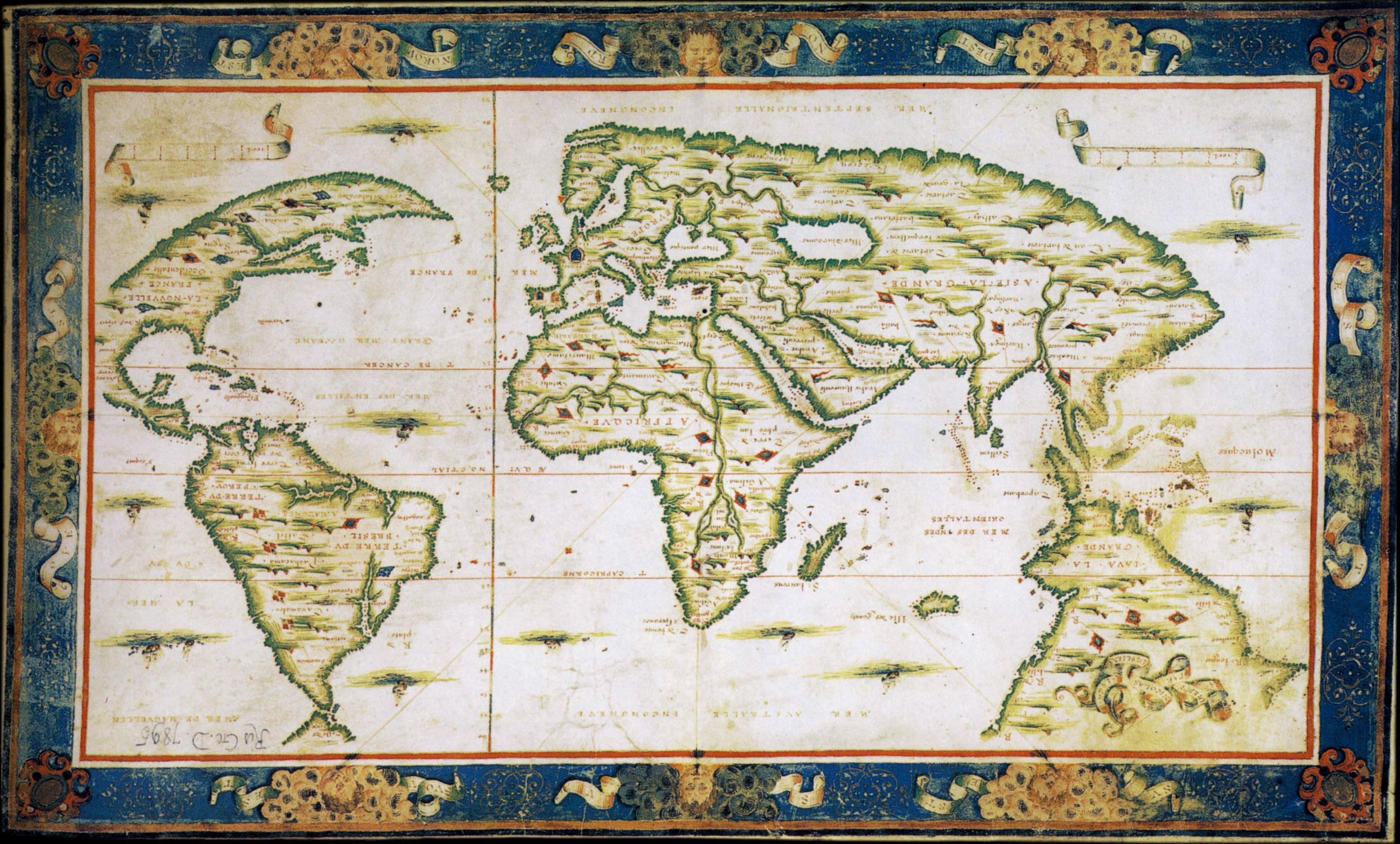
Карта мира Дельена 1566 года

Никола Дельен известен как автор трёх карт мира:
- Карта мира 1541 года — морская карта размером 0,587 × 1,075 м. Выполнена в цилиндрической проекции, то есть параллели и меридианы представляют собой сетку пересекающихся параллельных линий. На карте имеется надпись: «Faicte à Dieppe par Nicolas Desliens, 1541» (фр. Изготовлено в Дьепе Никола Дельеном, 1541). В отличие от многих других карт того времени, эта карта не украшена изображениями людей, животных деревьев и так далее, зато в океанах нарисовано около дюжины парусников. Также на карте обозначено несколько роз ветров, центральная из которых находится в Гвинейском заливе
- Карта мира 1566 года — карта на пергаменте размером 26 × 45 см. Аналогично карте 1541 года, она выполнена в цилиндрической проекции и снабжена несколькими розами ветров. На карте имеется надпись: «A Dieppe, par Nicolas Desliens, 1566» (с фр. — «В Дьепе, Никола Дельеном, 1566»). Эта карта гораздо более тонкой работы, чем предыдущая.
- Карта мира 1567 года.

В верхней части карты (в северном полушарии) надписи на картах Дельена выполнены кверху ногами.

## Память
Одна из улиц в центре Дьепа носит имя rue Nicolas Desliens (с фр. — «улица Никола Дельена»).